# Тукай (Нижегородская область)
Тука́й — деревня в Спасском районе Нижегородской области. Входит в состав Базловского сельсовета.

## История
В 1965 году указом Президиума Верховного Совета РСФСР деревня Парша переименована в Тукай.

## Население
| 2002 | 2010 |
| ---- | ---- |
| 415  | ↘388 |

## Улицы
В селе имеются две улицы: Заречная и Полевая.